# Ypres
Ypres (în franceză, neerlandeză Ieper - oficial, germană Ypern) este un oraș neerlandofon situat în provincia Flandra de Vest, regiunea Flandra din Belgia. La 1 ianuarie 2008 avea o populație totală de 34.812 locuitori.

## Istorie
La 11 iulie 1917, în Primul Război Mondial, în jurul localității belgiene Ypres au fost utilizate pentru prima oară gazele toxice, iperita luându-și numele de la acest oraș.

## Geografie
Comuna actuală Ypres a fost formată în urma unei reorganizări teritoriale în anul 1977, prin înglobarea într-o singură entitate a 11 comune învecinate. Suprafața totală a comunei este de 130,61 km². Comuna este subdivizată în secțiuni, ce corespund aproximativ cu fostele comune de dinainte de 1977. Acestea sunt:
| - I. Ypres - II. Zillebeke - III. Hollebeke - IV. Voormezele - V. Dikkebus - VI. Vlamertinge - VII. Brielen - VIII. Elverdinge - IX. Zuidschote - X. Boezinge - XIII. Pilkem - XI. Sint-Jan |

Localitățile limitrofe sunt:
| - Comuna Langemark-Poelkapelle: - a. Bikschote - b. Langemark - Comuna Zonnebeke: - c. Zonnebeke - d. Geluveld - e. Zandvoorde - Comuna Comines-Warneton: - f. Houthem - Comuna Heuvelland: - g. Wijtschate - h. Kemmel - i. De Klijte | - Comuna Poperinge: - j. Reningelst - k. Poperinge - Comuna Vleteren: - l. Oostvleteren - m. Woesten - Comuna Lo-Reninge: - n. Reninge - o. Noordschote |

## Localități înfrățite
- Japonia: Hiroshima;
- Regatul Unit: Sittingbourne, Kent;
- Germania: Siegen;
- Germania: Seelbach (Schutter);
- Franța: Saint-Omer;
- Ghana: Wa.

## Personalități
- Jansenius (1585 - 1638), episcop de Ypres
- Yves Leterme - politician flamand și prim-ministru al Belgiei.

1. ↑  Crossroad Bank of Enterprises, accesat în 14 iulie 2023